# Bjørn Puggaard-Müller
Bjørn Puggaard-Müller, född 13 mars 1922, död 13 maj 1989, var en dansk skådespelare.

## Rollista i urval
- 1945 – Panik i familien
- 1952 – To minutter for sent
- 1957 – Tre piger fra Jylland
- 1959 – Vi är tokiga allihop
- 1961 – Amor på villovägar
- 1961 – Støv på hjernen
- 1965 – Ballerina
- 1966 – Vår fantastiska dadda
- 1967 – SS Martha
- 1968 – Jag – en kvinna 2
- 1968 – Olsen-banden
- 1969 – Olsen-banden på spanden
- 1970 – Husarernas mandomsprov
- 1971 – Ballade på Christianshavn
- 1972 – Rektorn på sängkanten
- 1973 – Achilleshælen er mit våben
- 1975 – Pojken med guldbyxorna (TV-serie)
- 1976 – Hoppla på sängkanten
- 1976–1977 – Huset på Christianshavn (TV-serie)
- 1978 – Olsen-banden går i krig
- 1978 – Strandfyndet (TV-serie)